# Irkutská vodní elektrárna
Irkutská vodní elektrárna  (rusky Иркутская ГЭС) je vodní elektrárna na řece Angara v centrální části Sibiře. Byla vybudována jako první elektrárna na Angaře. Irkutská přehradní nádrž způsobila zvýšení hladiny Bajkalského jezera a tak vytvořila jednu z největších přehradních nádrží na světě. Svým výkonem vzhledem k poměrně nízkému spádu se výrazně liší od dalších děl na řece, každopádně ve své době byl její příspěvek 663 MW výrazným impulsem pro rozvoj Irkutské oblastí, tedy i k výstavbě dalších velikých elektráren, a to v pořadí podél toku Bratské, Usť-llimské a Bogučanské.

## Všeobecné informace
Stavba přehrady probíhala v letech 1950 - 1959. Angara byla přehrazena v červnu 1956. První agregát byl spuštěn 20. prosince 1956.
Zemní sypaná hráz se štěrkovou obsýpkou přehrazuje údolí řeky přes ostrov a pravobřežní řečiště v celkové délce 2 494m. Levobřežním korytem protéká řeka skrz elektrárnu. Celkové se hráz skládá z těchto celků:
Levobřežní část mezi elektrárnou a levým břehem údolí o délce 328 m a výšce 38,5 m
Ostrovní mezi levým a pravým řečištěm řeky o délce 928 m a výšce 39 m.
Řečištní v pravém korytu řeky o délce 442 m a výšce 45m
Pravobřežní násep o délce 703 m a výškou do 19m navazující na levý břeh údolí
Elektrárna o délce 240 m, šířce 77 m a výšce 56 m stojí na úpatí gravitační betonové hráze o stejné délce a objemu 505 000 m3 betonu. Elektrárna nemá přelivná pole, pouze vnitřní dnové propusti. To je umožněno objemovou kapacitou Bajkalského jezera, která zaručuje nízký minimo-maximální rozkyv průtoků. V elektrárně pracuje na spádu 26 m 8 Kaplanových turbín o maximální hltnosti 400 m3/s, které pohánějí generátory o výkonu 82,8 MW, což celkově představuje 663 MW.  
Průměrná roční výroba elektrické energie činí 4,1 miliard kWh.
Projekt přehrady byl ovlivněn atmosférou počátku studené války a zemní sypané hráze byly projektovány s předpokladem odolání leteckým bombám o hmotnosti 10 tun. Šířka temene hráze tak byla zvýšena z původních 16 m na 60 m. Poměr šířky k výšce pak způsobuje naprostou nenápadnost hráze ve městě Irkutsku, kde tvoří silniční páteř města.